# José Cadena y Eleta
José Cadena y Eleta (Pitillas, Navarra, 20 de març de 1855 - Burgos, Castella, 8 de juny de 1918) prelat i bisbe espanyol.
Als 11 anys començà a estudiar la carrera eclesiàstica en el Seminari Conciliar d'Iruña (Pamplona), la qual va seguir amb un notable profit, fins que, per l'efecte de les vicissituds polítiques que travessava Espanya després de la Revolució de 1868 i, especialment Navarra amb la guerra civil, es tancà el Seminari.
Llavors es traslladà a Saragossa, Universitat en la qual estudià la carrera de Dret, amb les notes més brillants, rebent la investidura d'advocat el 1876. Tornà al Seminari d'Iruña a continuar la carrera eclesiàstica i, una vegada acabada rebé el segon ordre del presbiterat el 1880. Fou nomenat ecònom de Biurrun i, més tard rector d'Aoiz, càrrecs que desenvolupà amb gran zel i amb molta satisfacció dels seus superiors. Estava al front d'aquesta última parròquia quan el bisbe d'Àvila, Ramon Fernandez de Piérola, l'anomenà, el 1887 provisor i vicari general i delegat de capellanies d'aquell bisbat.
El 1889 va obtenir, mitjançant oposició, una canongia a la catedral d'Avila, i en ser traslladat Pierola al bisbat de Vitòria, va merèixer que el Capítol de la catedral d'Àvila l'anomenés vicari capitular en la Seu vacant. Al prendre possessió del bisbat d'Àvila el bisbe Juan Muñoz Herrera, l'anomenà el seu provisor, càrrec que desenvolupà fins al 1891, i que es va veure obligat a renunciar per motius de salut. El mateix prelat el 1892 l'anomenà rector del Seminari Conciliar, examinador sinodal i jutge pro sinodal en exercici pel concurs de parròquies.
El papa Lleó XIII es dignà conferir-li la dignitat de chantre de la catedral de Madrid, en 1896, i el bisbe d'aquesta diòcesi l'anomenà provisor, vicari general i jutge ordinari del bisbat. Era un notable orador i sacerdot exemplar i va escriure en aquesta època tres importants obres titulades: Tratado teorico-práctico de procedimemientos eclesiasticos en matèria civil y criminal; Codigo procesal canónico, i El sacerdote perfecto.
Presentat per a la mitra de Segòvia, fou preconitzat pel Papa el 8 d'abril de 1901, rebent la consagració episcopal a Madrid el 7 de juliol, festa del patró de Navarra, Sant Fermí, del mateix any de 1901.
Regí la diòcesi de Segovia duran 3 anys, i el 9 d'abril de 1904 fou preconitzat pel bisbat de Vitòria, del que prengué possessió el 21 de febrer de 1905. Per fi, fou preconitzat el 18 de juliol de 1913 per arquebisbe de Burgos, i el 19 d'octubre de 1914 rebé la imposició del pal·li arquebisbal de mans del Nunci, monsenyor Ragonesi.
Durant el seu episcopat vitorià, que abastava les províncies d'Àlaba, Gipuzkoa i Biscaia, mitjançant pastoral de 3 de febrer de 1910, va prohibir als rectors del territori batejar els nens amb noms euskèrics. La reacció de molts pares davant d'aquesta arbitrarietat va ser la de no batejar els fills.